# Hernia diaphragmatica
Bij een hernia diaphragmatica, hernia hiatus oesophagi, middenrifbreuk of hiatushernia is de opening in het middenrif waar de slokdarm doorheen gaat vergroot en kan een deel van de maag doorglippen naar de borstholte. Een middenrifbreuk kan verworven zijn (ICD-10 K44) of aangeboren (ICD-10 Q79.0).

## Verworven middenrifbreuk

### Oorzaken
De oorzaken van een hiatushernia zijn vaak niet bekend. Soms gaat het om een aangeboren zwakte van de wand van het middenrif, om een buikletsel, om verhoogde druk in de buik als gevolg van een zwangerschap en bevalling of van inspanningen bij hoestbuien en ontlasting. Ook roken, chronische constipatie en overgewicht kunnen deze aandoening in de hand werken. Ook de leeftijd verhoogt het risico op het ontstaan van een hiatushernia. Zo zou naar schatting meer dan 60% van de 60-plussers last hebben van een glijbreuk.

### Classificatie
Er wordt een onderscheid gemaakt tussen vier verschillende types:
- Type I: Een glijbreuk (een deel van de maag glipt via de hiatus oesophageus door naar de borstholte en duwt de slokdarm naar boven).
- Type II: Een paraoesofageale hiatushernia (een deel van de maag dringt op een andere plaats in het middenrif naar boven en ligt dus naast de slokdarm).
- Type III: Een gemengde hernia (een combinatie van type I en II).
- Type IV: Intrathoracale maag (de gehele maag en soms ook dikke darm ligt in de borstholte).

### Mogelijke gevolgen
De ernst van een middenrifbreuk is afhankelijk van de grootte. Een kleine hernia geeft gedurende het leven vrijwel geen klachten, of slechts geringe klachten van oesofageale reflux. In zo'n geval is geen interventie nodig of kan worden volstaan met medicatie (maagzuurremmers). Vaak wordt een kleinere hernia bij toeval ontdekt.
Grote middenrifbreuken waarbij de gehele maag in de borstholte is komen te liggen geven vaak andere klachten dan kleine breuken. Waar bij kleine breuken vooral zuurbranden en oprispingen op de voorgrond staan, geven grote breuken en intrathoracale magen vooral slikklachten en passageklachten van het voedsel. Door de nieuwe ligging van de maag in de borstholte komt ook de linker long in de verdrukking waardoor benauwdheidsklachten kunnen optreden.

### Behandeling
Meestal is een middenrifbreuk geen reden tot opereren. Pas wanneer er sprake is van klachten die aantoonbaar het gevolg zijn van de middenrifbreuk is er een indicatie tot operatie. Wanneer wordt gekozen voor een operatieve behandeling zal gebruik worden gemaakt van sleutelgatchirurgie. Hierbij worden via een aantal kleine openingen (1cm) in de buikwand een camera en instrumenten ingebracht. Eerst worden de maag en het middenrif in beeld gebracht. Als de maag naar de borstholte is gegleden dan wordt deze weer naar beneden verplaatst. De opening in het middenrif wordt met een paar hechtingen kleiner gemaakt waarna de overgang van de slokdarm naar de maag wordt versterkt (fundoplicatie).

## Aangeboren middenrifbreuk
Wanneer bij de geboorte al een groot hernia diaphragmatica aanwezig is, en een deel van de buikorganen in de borstholte ligt, dan is een operatie veelal noodzakelijk. Bij een grote breuk die al bij de groei van een kind in de baarmoeder aanwezig is, kan het zijn dat longen of hart onvoldoende tot ontwikkeling zijn gekomen. Afhankelijk van hoe de algemene gesteldheid is, en of hart en longen voldoende ontwikkeld zijn, is de overlevingskans ca. 65%.
In Nederland worden jaarlijks ca. 60 kinderen geboren met deze aandoening, maar de ziekte kan ook op latere leeftijd ontstaan.